# Farida van den Stoom
Farida van den Stoom (Paramaribo, 21 maart 1970) is een Nederlandse actrice en model van Surinaamse en Antilliaanse afkomst.

## Carrière
Na haar opleiding aan de Toneelschool in Amsterdam (1995) speelde ze in verschillende theater- film- en televisieproducties.
Het grote publiek kent haar van haar rol als Carmen Terborgh in de tv-serie Rozengeur & Wodka Lime (2001, RTL 4).
In 2014/2015 speelde Van den Stoom in haar allereerste theater solo Dreamgirl 2.0.  In 2016 werkte Van den Stoom mee aan het fotoboek Hollandse Naakten met andere bekende Nederlandse vrouwen zoals Isa Hoes, Jasmine Sendar en Frieda Mulisch.
Ze speelde ook in andere tv series, zoals Costa!, ZOOP, Bradaz, Diamant (gefilmd in Zimbabwe, van regisseur Jean-Pierre De Decker) en de Taxi van Palemu (gefilmd in Suriname, van regisseur Nicole van Kilsdonk) en in de speelfilm Paramaribo Papers van Ger Poppelaars. 
Van den Stoom heeft ook een komische act met het Antilliaanse personage "Olivia", waarmee ze optreedt bij diverse evenementen. Ze werkte mee aan verschillende tv-commercials meegewerkt voor onder andere Ikea, Fortis bank, Bolletje en Nationale-Nederlanden.